# 高松市こども未来館
高松市こども未来館（たかまつしこどもみらいかん）は、香川県高松市松島町一丁目にある複合文化施設。公募による愛称はたかまつミライエ。同じ敷地にかつて存在した高松市民文化センター（2012年閉館）の後継施設として建設された。

## 概要
2016年11月23日にオープンした。
フロアは以下の構成になっている。
1階：市民交流ゾーン
「ふれあい・夢ひろば」というオープンスペースや、高松市出身の元プロ野球選手中西太ゆかりの品を展示した「怪童中西太コーナー」がある。中西太の展示は、前身の高松市民文化センターから引き継がれたものである。
2階：夢みらい図書館
高松市図書館の分館の一つ。前身の高松市民文化センター時代にも松島図書館があった。
3階：子育て支援ゾーン
プレイルームや「みんなの広場」のコーナーがある。
4階：科学体験ゾーン
「科学展示室」「昆虫標本展示室」や、イベントを実施する「科学体験ひろば」がある。
5階
- 平和記念館

高松空襲の遺留品などが展示されている。高松市民文化センターの「平和記念室」を引き継いだ施設である。
- プラネタリウム

カール・ツァイス「スカイマスターZKP4」とコニカミノルタ「メディアグローブΣ」の二つの機器を統合運用している。

## マスコット
2021年に開館5周年を記念して、高松市在住の3歳以上小学6年生以下を対象にマスコットキャラクターを募集し、応募85通からヤドカリをモチーフにした「ミライエーイちゃん」が最優秀賞に選定され、11月23日の「こども未来館まつり」で披露ののち正式なマスコットキャラクターとなった。

## アクセス
- 高松琴平電気鉄道志度線今橋駅より徒歩5分
- ことでんバス
  - 下笠居線 松島バス停下車すぐ
  - まちなかループバス　高松商業西バス停下車　徒歩5分